# Il Grande Mazinga
Il Grande Mazinga (グレートマジンガー?, Gurēto Majingā), conosciuta anche come Il Grande Mazinger, è una serie televisiva anime di genere mecha ideata da Gō Nagai nel 1974. La serie è il seguito della precedente Mazinga Z che si concludeva con il Grande Mazinga che giungeva in aiuto di Mazinga Z; le due serie sono collegate da un lungometraggio, Mazinga Z contro il Generale Nero. La serie, composta di 56 episodi, si inserisce nello stesso universo narrativo di Mazinga Z e UFO Robot Goldrake.
Contemporaneamente all'anime, fu realizzato anche il manga da Gosaku Ota che sviluppa meglio il carattere di alcuni personaggi e si rende parzialmente autonomo dalle vicende della serie; in Italia è stato pubblicato per la prima volta dalla casa editrice Fabbri Editori e, successivamente, negli anni novanta dalla casa editrice Granata Press e poi da d/visual e dalla J-Pop.

## Trama
La Terra è sotto la minaccia dei Mikenes, ovvero l'antico popolo greco dei Micenei, che un cataclisma aveva costretto a rifugiarsi per millenni nelle viscere del pianeta, affidando la loro sopravvivenza a un Sole artificiale: per questo motivo i loro corpi divennero deboli. In tempi più recenti, alcuni ufficiali guidati dal perfido generale Nero, che hanno convertito i propri corpi in quelli di giganteschi automi, si impadroniscono del regno e ne trasforma la popolazione, parte in soldati robot (tra questi anche il loro ex monarca, principe Kerubinus, che viene imprigionato) e parte in mostri da combattimento, con l'evidente scopo di iniziare una guerra di conquista.
A capo dei Mikenes vi è il malvagio Supremo Imperatore delle Tenebre che risveglia il suo popolo per spingerlo a lasciare il sottosuolo e tornare a vivere sulla Terra.
Riappaiono il Granduca Gorgon e, intorno alla metà della serie, il Dottor Inferno, salvato dall'Imperatore delle Tenebre alla fine della serie precedente; il Dottor Inferno (Hell in originale) ha ora un occhio bendato ed è diventato il cervello di un cyborg, ovvero il Grande Maresciallo del Demonio.
Per contrastare i Mikenes, viene costruito il robot Grande Mazinga da Kenzo Kabuto, figlio di Juzo Kabuto (creatore di Mazinga Z) e padre di Shiro e Koji Kabuto, pilota di Mazinga Z. Il Grande Mazinga riprende ed evolve la tecnologia di Mazinga Z, corazzato con una nuova superlega chiamata Nuova Zeta o NZ e meglio armato: può ad esempio lanciare potentissime scariche elettriche e scagliare un boomerang che porta sul petto; possiede, inoltre, la capacità di volare grazie a due ali retrattili.
La nuova base di difesa terrestre viene stabilita nella Fortezza delle Scienze, un complesso sulle rive giapponesi dell'oceano Pacifico, che può anche immergersi e volare; a dirigerla è il dr. Kenzo Kabuto. Creduto morto a seguito di un incidente, Kenzo è in realtà sopravvissuto grazie all'adozione di un corpo meccanico costruito da suo padre. Kabuto, che ha anche cresciuto e addestrato il pilota Tetsuya Tsurugi, cela per molto tempo la sua reale identità a Shiro e riversa parte del suo affetto paterno su Tetsuya.
Al Grande Mazinga viene affiancato un robot dalle sembianze femminili, Venus Ace, che può lanciare potenti laser dagli occhi e scagliare i missili che porta sul petto e sulla dita; Venus è pilotata da Jun Hono, una bellissima e coraggiosa ragazza, figlia di una giapponese e di un uomo di pelle scura. In un episodio, però, Jun entra in crisi per il fatto di essere mulatta e non riesce più a combattere;  solo dopo aver ricevuto il conforto di un sacerdote, si riprende. Venus è strutturata in lega NZ analogamente al Grande Mazinga; in un'occasione, su richiesta di Tetsuya, Jun con Venus è in grado di scaricare sul nemico il fulmine del Grande Mazinga, rimasto senza braccia. Ai due si aggiungono, in funzione comica, il pasticcione Boss Robot (già presente in Mazinga Z) e successivamente il Junior Robot, un robot costruito da Kenzo per il figlio Shiro, le cui fattezze ricordano un giocatore di baseball.
La personalità complessa di Tetsuya, minata dall'insicurezza a causa del suo essere orfano e dalla preparazione fisica maniacale a cui lo ha abituato il Dottor Kabuto, rende difficile al pilota la collaborazione con gli altri robot, il cui aiuto in realtà spesso gli salva la vita. L'apporto di Boss Robot e di Venus è spesso disprezzato. Il ritorno di Koji con Mazinga Z verrà subito a creare una forte gelosia in Tetsuya. Sia Tetsuya che Jun si mettono ai comandi dei robot uscendo dalla base per passaggi segreti ed entrando nella loro testa con speciali navicelle (il Brain Condor e la Regina delle Stelle). Tetsuya e Jun dispongono anche di auto e di due moto, tra cui una speciale motocicletta armata con pugni a razzo.
I combattimenti vedono generalmente impegnati prima Venus e Boss Robot, che quasi mai riescono a fermare i mostri guerrieri di Mikenes, e quindi arriva l'intervento risolutivo e trionfante del Grande Mazinga. A volte, gli attacchi sono contemporanei o lo schema si inverte, ma è sempre il Grande Mazinga a vincere il nemico principale, mentre gli altri robot hanno un ruolo limitato e assistenziale, eliminando al massimo qualche nemico accessorio.
I Mikenes dispongono di una gigantesca fortezza volante, Mikeros; a dirigere gli attacchi nella prima parte della serie sono sette generali che rappresentano sette classi di mostri (Yuri Caesar per i mostri umani, Lord Rygan per gli altri mammiferi, Drayato per i rettili, Vardallah per gli uccelli, Scarabeth per gli insetti, Anghoras per pesci e anfibi e Hardias per gli spiriti delle tenebre); in posizione più defilata è il ministro Argos che si occupa di missioni di spionaggio.
In un episodio Tetsuya affronta anche il principe Kerubinus, l'ex sovrano dei Mikenes spodestato dal Generale Nero che, dopo averlo tenuto prigioniero per molto tempo, l'ha sottoposto a un pesante processo di robotizzazione e indotto a combattere contro il Grande Mazinga, sotto la falsa promessa di restituirgli il potere. Durante la lotta Kerubinus, che pure è rimasto ferito da Tetsuya, si rende conto che il suo vero nemico è l'Imperatore e, dopo essersi accorto che questi lo ha collegato a un ordigno esplosivo, finisce per lanciarsi in un'azione suicida contro la fortezza Mikeros, danneggiandola seriamente.
Il Grande Mazinga esce vincitore da ogni battaglia e Tetsuya infligge gravi perdite ai nemici abbattendo prima Gorgon e poi lo stesso Generale Nero. Il posto del primo verrà preso dalla Marchesa Yanus, una strega esperta di intrighi, nonché unica tra i Micenei a conservare un corpo umano nonostante la robotizzazione; più avanti, l'imperatore deciderà di risvegliare il dr. Inferno, che diventa il Grande Maresciallo del Demonio, e viene incaricato del comando delle operazioni al posto del Generale Nero; i suoi mostri si rivelano più potenti dei precedenti e arrivano spesso a un passo dalla vittoria finale, senza però riuscirvi.
Usando la nuova base volante Demonica, costruita dopo la distruzione di Mikeros, i nemici sferrano un durissimo attacco alla Fortezza delle Scienze, nel corso del quale lo stesso Kabuto resta ferito. In soccorso arriva il dottor Yumi, il direttore dell'Istituto di ricerca per l'energia foto atomica dove ancora si trova Mazinga Z; Yumi richiama in aiuto Koji Kabuto e la figlia Sayaka dagli Stati Uniti. Koji si rimette ai comandi di Mazinga Z, potenziato e corazzato grazie all'aiuto di Kenzo, e il suo contributo è determinante per respingere i nemici. Lo stato maggiore di Mikenes scende in campo per lo scontro decisivo. Il dottor Kabuto solleva allora la sua fortezza e la scaglia in un attacco suicida contro Demonica, inchiodandola a terra e capovolgendo le sorti della battaglia. Malgrado lo sconcerto di Koji per il gesto del padre, il Grande Mazinga e Mazinga Z reagiscono e cingono d'assedio la fortezza; si aggiungono anche Venus e Diana A; i raggi concentrati di tutti e quattro i robot causano la devastante esplosione di Demonica, che uccide i suoi occupanti e segna la fine della guerra. La sorte dell'Imperatore resta però avvolta nel mistero.
Con la fine della guerra, i due Mazinga, Venus A, Diana A e anche Boss Robot vengono esposti in un museo come simboli di pace. Nel mediometraggio UFO Robot Goldrake contro il Grande Mazinga vediamo i due Mazinga effettivamente collocati nel museo che verrà però distrutto dall'attacco del Comandante Barendos.

## Personaggi
- Tetsuya Tsurugi
- Jun Hono
- Professor Kenzo Kabuto
- Shiro Kabuto
- Boss
- Nucke
- Mucha
- Koji Kabuto
- Sayaka Yumi
- Professor Tonda
- Professor Yumi
- Haruna, amichetta di Shiro
- La signorina Mary Ann, insegnante di Shiro
- Imperatore delle Tenebre
- Generale Nero (chiamato anche Gran Signore delle Tenebre o Grande Signore delle Tenebre)
- Ministro Argos
- Grande Maresciallo del Demonio, l'ex Dottor Inferno (Doctor Hell)
- Granduca Gorgon
- Marchesa Yanus
- Yuri Caesar, generale dei robot antropomorfi
- Lord Rygan, generale dei robot mammiferi
- Vardallah, generale dei robot uccelli
- Drayato, generale dei robot rettili
- Anghoras, generale dei robot acquatici
- Scarabeth, generale dei robot insetti
- Hardias, generale dei robot demoniaci
- Agente X
- Principe Kerubinus
- Helena
- Marigera

## Mecha
Grande Mazinga (Great Mazinger)
Il super robot pilotato da Tetsuya e successore di Mazinga Z nella lotta contro Mykene. Progettato dal prof. Kenzo Kabuto, è alimentato da un generatore di energia foto atomica e costruito con la lega Nuova Zeta, una versione potenziata di quella usata per costruire Mazinga Z.
- Altezza: 25 metri[8][9][10];
- Peso: 32 tonnellate;
- Velocità in corsa: 450 km/h;
- Velocità in acqua: 30 nodi;
- Velocità in volo: Mach 4 (Mach 5 con il Great Booster).

Boss Robot (Boss Borot)
Lo sgangherato robot pilotato da Boss e costruito con vari materiali di scarto. Cerca sempre di affrontare le Bestie Combattenti di Mykene con scarso successo anche se a volte si rivelerà di grande aiuto per Mazinga.
- Altezza: 12 metri;
- Peso: 95 tonnellate;
- Velocità in corsa: 120 km/h.

Venus Alfa
Robot dalle sembianze di donna, pilotato da Jun. Può agganciarsi a un razzo che le fornisce le ali per volare, come Mazinga Z. Creata come aiutante di Mazinga, Venus è molto agile e veloce ma molto meno forte rispetto a Mazinga e viene spesso danneggiato dai Mostri Guerrieri.
- Altezza: 20 metri;
- Peso: 23 tonnellate;
- Velocità in corsa: 300 km/h;
- Velocità in volo: mach 4.

## Media

### Anime
L'anime è stato trasmesso su varie TV locali e regionali italiane dal 1979.

#### Sigle
La serie adotta le sigle Ore wa Gurēto Majingā (おれはグレートマジンガー?) in apertura e Yūsha wa Majingā (勇者はマジンガー?) in chiusura, entrambe interpretate da Ichirō Mizuki e Columbia Yurikago-kai.
Per l'edizione italiana è stata realizzata la sigla Il Grande Mazinger, scritta da Franco Migliacci, composta e arrangiata da Massimo Cantini, e cantata dai Superobots, utilizzata sia in apertura che in chiusura. È lo stesso Migliacci che esclama nella sigla i vari "Maaaazinga!", attribuiti per anni ad un giovane Piero Pelù, leggenda smentita dallo stesso.

#### Doppiaggio
Il doppiaggio è stato effettuato presso la C.D. Cooperativa Doppiatori sotto la direzione di Enrico Bomba.
| Personaggi                                 | Giapponese                    | Italiano                                   |
| ------------------------------------------ | ----------------------------- | ------------------------------------------ |
| Tetsuya Tsuruji                            | Keiichi Noda                  | Piero Tiberi                               |
| Jun Hono                                   | Yumi Nakatani                 | Maria Grazia Dominici                      |
| Dott. Kenzo Kabuto                         | Hidekatsu Shibata             | Gianni Marzocchi Sandro Iovino             |
| Shiro Kabuto                               | Kazuko Sawada                 | Francesca Guadagno                         |
| Koji Kabuto                                | Hiroya Ishimaru               | Franco Aloisi                              |
| Boss                                       | Hiroshi Ohtake                | Gianfranco Bellini                         |
| Gran Signore Delle Tenebre / Generale Nero | Kenichi Ogata                 | Renato Mori Sandro Iovino                  |
| Imperatore Delle Tenebre                   | Hidekatsu Shibata             | Mario Mastria Mario Lombardini             |
| Gen. Vardallah                             | Shunji Yamada                 | Diego Michelotti Aldo Barberito            |
| Gen. Hardias                               |                               | Romano Ghini                               |
| Gen. Scarabeth                             |                               | Gino Donato Sergio Matteucci Franco Latini |
| Gen. Rygan                                 | Masuoka Hiroshi               | Franco Latini Vittorio Di Prima            |
| Gen. Anghoras                              | Kōji Yada                     | Aldo Barberito Arturo Dominici             |
| Gen. Yuri Caesar                           | Ichiro Murakoshi Nagai Ichiro | Mario Mastria                              |
| Gen. Drayato                               |                               | Aldo Barberito Alessandro Sperlì           |
| Gran Maresciallo                           |                               | Franco Odoardi                             |
| Duca Gorgon                                | Osamu Kato                    | Daniele Tedeschi                           |
| Ministro Argos                             |                               | Carlo Allegrini                            |
| Marchesa Yanus                             | Haruko Kitahama               | Germana Dominici                           |
| Prof. Tonda                                |                               | Piero Tiberi                               |
| Sayaka Yumi                                | Nanoko Egawa                  | Silvia Tognoloni                           |
| Dott. Yumi                                 |                               | Sandro Iovino                              |
| Nuke                                       |                               | Sandro Acerbo                              |
| Mucha                                      |                               | Giorgio Locuratolo Massimo Giuliani        |
| Agente X                                   | Haruko Kitahama               | Germana Dominici                           |
| Helena                                     |                               | Laura Boccanera                            |
| Mary Ann e Marigera                        |                               | Isabella Pasanisi                          |
| Principe Kerubinus                         | Inoue Makio                   | Franco Aloisi                              |

#### Episodi
| Nº | Titolo italiano Giapponese 「Kanji」 - Rōmaji                                                                                        | In onda           | In onda |
| Nº | Titolo italiano Giapponese 「Kanji」 - Rōmaji                                                                                        | Giapponese        |         |
| 1  | L'eroe dei cieli 「大空の勇者グレート・マジンガー」 - Ōzora no yūsha Gurēto Majingā                                                  | 8 settembre 1974  |         |
| 2  | Garaliya, l'assassino delle tenebre 「地獄の使者!! 闇の仕掛け人ガラリヤ」 - Jigoku no shisha!! Yami no shikakejin Garariya           | 15 settembre 1974 |         |
| 3  | L'indomita Venus 「炎のガッツ!! 野生のビューナス!!」 - Honō no gattsu!! Yasei no Byūnasu!!                                           | 22 settembre 1974 |         |
| 4  | Assalto alla Fortezza delle Scienze 「キャッチ・アンド・アタック!! 科学要塞研究所」 - Kyacchi Ando Atakku!! Kagaku Yōsai Kenkyūjo    | 29 settembre 1974 |         |
| 5  | L'attacco dei mostri guerrieri 「突撃!! 怒りの連合戦闘獣」 - Totsugeki!! Ikari no rengō sentōjū                                      | 6 ottobre 1974    |         |
| 6  | Tetsuya va all'inferno 「地獄に落ちた剣鉄也」 - Jigoku ni ochita Tsurugi Tetsuya                                                     | 13 ottobre 1974   |         |
| 7  | Il bugiardo ha paura 「救助不可能!? ほら吹き少年の恐怖!!」 - Kyūjo fukanō!? Hora fuki shōnen no kyōfu!!                              | 20 ottobre 1974   |         |
| 8  | Operazione pugno atomico 「とどめの一撃!! ドリル・プレッシャー・パンチ」 - Todome no ichigeki!! Doriru Puresshā Panchi               | 27 ottobre 1974   |         |
| 9  | Jun combatte per l'umanità 「爆死!! 美しき人間志願者!!」 - Bakushi!! Utsukushiki ningen shigansha!!                                  | 3 novembre 1974   |         |
| 10 | Il Grande Mazinga nel regno del terrore 「危うしマジンガー!! 移動する発狂地帯!!」 - Ayaushi Majingā!! Idō suru hakkyō chitai!!       | 10 novembre 1974  |         |
| 11 | Apri gli occhi Shiro! 「目覚めろシロー!! 愛なき戦いの結末!!」 - Mezamero Shirō!! Ai naki tatakai no ketsumatsu!!                     | 17 novembre 1974  |         |
| 12 | Bisonia colpisce duro 「猛牛バイソニアの逆襲」 - Mōgyū Baisonia no gyakushū                                                          | 24 novembre 1974  |         |
| 13 | Il Grande Signore contro Kenzo 「激闘!! 兜博士対暗黒大将軍!!」 - Gekitoo!! Kabuto Hakase tai Ankoku Daishōgun!!                      | 1º dicembre 1974  |         |
| 14 | Salvate la Fortezza delle Scienze! 「転覆寸前!! 研究所を救え!!」 - Tenpuku sunzen!! kenkyūjo o sukue!!                               | 8 dicembre 1974   |         |
| 15 | L'inferno dei ramarri 「吸血!! 恐怖のトカゲ地獄」 - Kyūketsu!! Kyōfu no tokage jigoku                                                | 15 dicembre 1974  |         |
| 16 | Sorgi, principe di Mikenes 「立て!! ミケーネの若きプリンス!!」 - Tate!! Mikēne no wakaki purinsu!!                                   | 22 dicembre 1974  |         |
| 17 | Tetsuya esce dalle tenebre 「鉄也よ!! 地獄の底から這い上がれ!!」 - Tetsuya yo!! Jigoku no soko kara hai agare!!                      | 29 dicembre 1974  |         |
| 18 | La trappola nera 「黒い罠! ドッキング戦闘獣!!」 - kuroi wana! dokkingu sentoo jū!!                                                   | 5 gennaio 1975    |         |
| 19 | Giovane sangue sulla neve 「雪よ若い血潮を染め抜け!!」 - yuki yo wakai chishio o somenuke!!                                          | 12 gennaio 1975   |         |
| 20 | Disperata resistenza 「決死!! ミケーネス攻撃隊乱入!!」 - kesshi!! mikeenesu koogeki tai rannyū!!                                     | 19 gennaio 1975   |         |
| 21 | L'indignato Imperatore delle Tenebre 「怒りの司令!! 姿を見せた闇の帝王!!」 - Ikari no shirei!! Sugata o miseta Yami no Teiō!!        | 26 gennaio 1975   |         |
| 22 | La morte di Gorgon 「ゴーゴン大公!! 火山島に散る」 - Gōgon Taikō!! Kazantō ni chiru                                                  | 2 febbraio 1975   |         |
| 23 | La marchesa Yanus, discutibile comandante 「妖しき新司令官ヤヌス侯爵!!」 - Ayashiki shin shireikan Yanusu Kōshaku!!                  | 9 febbraio 1975   |         |
| 24 | Una grande scommessa 「死闘!! この一撃に命をかけろ!!」 - Shitō!! Kono ichigeki ni inochi o kakero!!                                  | 16 febbraio 1975  |         |
| 25 | Atterraggio sulla base avanzata 「ピンチ!! 飛べビューナス A」 - Pinchi!! Tobe Byūnasu Ēsu                                            | 23 febbraio 1975  |         |
| 26 | Il segreto del dottor Kabuto 「幻の父!! 兜博士の秘密!!」 - Maboroshi no chichi!! Kabuto Hakase no himitsu!!                          | 2 marzo 1975      |         |
| 27 | Il contrattacco di Whrath 「燃やせ!! 怒りの決死の反撃」 - moyase!! ikari no kesshi no hangeki                                        | 9 marzo 1975      |         |
| 28 | L'attacco di Yanus 「脱出せよ!! ヤヌスの溶岩責め!!」 - dasshutsu seyo!! yanusu no yoogan seme!!                                      | 16 marzo 1975     |         |
| 29 | L'arma segreta 「大逆転!! 秘密兵器を発射せよ」 - Daigyakuten!! Himitsu heiki o hassha seyo                                           | 23 marzo 1975     |         |
| 30 | Il Generale Nero assapora la vittoria 「勝利目前!! ふるい立つ暗黒大将軍」 - Shōri mokuzen!! Furui tatsu Ankoku Daishōgun             | 30 marzo 1975     |         |
| 31 | La fine del Generale Nero 「死闘!! 暗黒大将軍の最後!!」 - Shitō!! Ankoku Daishōgun no saigo!!                                        | 6 aprile 1975     |         |
| 32 | Il mistero della mente di Mazinga 「鉄也よ解け!! 心の謎を…!!」 - Tetsuya yo toke!! Kokoro no nazo o...!!                             | 13 aprile 1975    |         |
| 33 | Le gambe del Grande Mazinga 「グレートマジンガーの足が吹っ飛んだ!!」 - Gurēto Majingā no ashi ga futton da!!                         | 20 aprile 1975    |         |
| 34 | Ora o mai più 「今だ出せ!! バック・スピン・キック!!」 - Ima da dase!! Bakku Supin Kikku!!                                            | 27 aprile 1975    |         |
| 35 | Cattloo Corp 「スーパー忍者! キャットルー軍団!!」 - Sūpā ninja! Kyattorū gundan!!                                                    | 4 maggio 1975     |         |
| 36 | Resurrezione d'amore 「甦れ!! 憎しみを超えた愛!!」 - Yomigaere!! Nikushimi o koeta ai!!                                              | 11 maggio 1975    |         |
| 37 | Assassinio alle tre del mattino 「午前三時兜博士を暗殺せよ!!」 - Gozen san ji Kabuto Hakase o ansatsu seyo!!                         | 18 maggio 1975    |         |
| 38 | Trattieni le lacrime, Tetsuya! 「鉄也よ泣くな!! 奪われたマジンガー!!」 - Tetsuya yo nakuna!! Ubawareta Majingā!!                     | 25 maggio 1975    |         |
| 39 | La fine di Mikeros 「最後の挑戦!! 空の要塞ミケロス!!」 - Saigo no chōsen!! Sora no yōsai Mikerosu!!                                  | 1º giugno 1975    |         |
| 40 | La fiammeggiante croce della morte 「死を呼ぶ赤い十字架!!」 - Shi o yobu akai jūjika!!                                               | 8 giugno 1975     |         |
| 41 | L'invincibile demone 「上陸!! 無敵の要塞デモニカ!!」 - Jōriku!! Muteki no yōsai Demonika!!                                           | 15 giugno 1975    |         |
| 42 | La profonda fossa marina 「深海墓場!! 傷だらけの脱出!!」 - Fukaumi hakaba!! Kizu darake no dasshutsu!!                               | 22 giugno 1975    |         |
| 43 | La Fortezza delle Scienze 「待ったなし!! 科学要塞研究所!!」 - Matta nashi!! Kagaku Yōsai Kenkyūjo!!                                  | 29 giugno 1975    |         |
| 44 | L'ultimo contrattacco 「怒りの逆襲!! 火山島基地爆破!!」 - Ikari no gyakushū!! Kazantō kichi bakuha!!                                 | 6 luglio 1975     |         |
| 45 | Il Grande Mazinga perde la testa 「狂ったグレートマジンガー!!」 - Kurutta Gurēto Majingā!!                                           | 13 luglio 1975    |         |
| 46 | Coraggio oltre la morte 「闘魂!! この命燃え尽きるまで」 - Tōkon!! Kono inochi moetsukiru made                                        | 20 luglio 1975    |         |
| 47 | Il potente super razzo 「必殺!! 超高速グレート・ブースター」 - Hissatsu!! Chōkōsoku Gurēto Būsutā                                    | 27 luglio 1975    |         |
| 48 | Operazione attacco speciale 「特効作戦!! さやか出現!!」 - Tokkoo sakusen!! Sayaka shutsugen!!                                        | 3 agosto 1975     |         |
| 49 | Non c'è riposo per gli eroi 「耐えろシロー!! 勇者に休日はない」 - Taero Shirō!! Yūsha ni kyūjitsu wa nai                             | 10 agosto 1975    |         |
| 50 | Il sole dietro le lacrime 「涙の彼方に太陽が…!!」 - Namida no kanata ni taiyō ga...!!                                                | 17 agosto 1975    |         |
| 51 | Il ritorno di Mazinga Z 「かがやけ明星!! マジンガーＺが帰ってきた!!」 - Kagayake myōjō!! Majingā Z ga kaette ki ta!!                 | 24 agosto 1975    |         |
| 52 | Morire giovani 「戦闘獣志願!! 逆光線に散った青春!!」 - Sentōjū shigan!! Gyakukōsen ni chitta seishūn!!                               | 31 agosto 1975    |         |
| 53 | Tetsuya e Koji all'attacco 「偉大な勇者!! ファイト鉄也・ダッシュ甲児!!」 - Idai na yūsha!! Faito Tetsuya, Dasshu Kōji!!              | 7 settembre 1975  |         |
| 54 | L'invincibile doppio attacco 「打倒デモニカ!! 無敵のダブルアタック!!」 - Datō Demonika!! Muteki no Daburu Atakku!!                   | 14 settembre 1975 |         |
| 55 | Tetsuya e Koji all'inferno 「明日なき総力戦!! 鉄也・甲児を地獄へ送れ!!」 - Ashita naki sōryokusen!! Tetsuya, Kōji o jigoku e okure!! | 21 settembre 1975 |         |
| 56 | La campana della pace suona per gli eroi 「平和の鐘よ 勇者の頭上に鳴り渡れ!!」 - Heiwa no kane yo yūsha no zujō ni nariwatare!!      | 28 settembre 1975 |         |

### Manga

Copertina del primo volume dell'edizione d/visual.

Dalla serie televisiva venne realizzato da Gosaku Ota un manga, pubblicato in quattro tankōbon tra il 1974 e il 1975.

#### Edizioni italiane
Il primo adattamento italiano del manga, effettuato della Fratelli Fabbri Editori, risale al novembre 1979, all'inizio del primo boom mediatico che i cartoni giapponesi stavano avendo nel paese, ed è di fatto il primo manga tradotto in Europa. Il fumetto viene proposto in un formato di dimensioni maggiori dell'originale, ribaltato e colorato, mentre alcune vignette e storie (tra cui il finale) vengono modificate per renderle accettabili dal pubblico italiano più giovane. L'edizione è composta da 25 albi, pubblicati tra il 28 novembre 1979 e il 25 luglio 1980, con i titoli Grande Mazinga (albi 1-7) e Grande Mazinger (albi 8-25), dal costo di 500 lire; le storie sono in parte riproposte nei volumi Io, il Grande Mazinger e Mazinger contro i Mazinger, usciti nell'autunno del 1979.
Per avere un adattamento più fedele all'originale occorre attendere il 1993, quando la Granata Press, nella sua collana Manga Classic, pubblica prima il manga di Mazinga Z e a seguire il Grande Mazinga (volumi 12-18 di Manga Classic). L'edizione della Granata è tuttavia ribaltata, per rendere più facile la lettura al pubblico italiano, maggiormente abituato ai fumetti occidentali (pratica comune tra gli editori, il primo manga non ribaltato, Dragon Ball, verrà pubblicato solo nel 1995 ad opera della Star Comics).
Un'ulteriore edizione italiana si ha tra il 2006 e il 2007, con la pubblicazione dell'opera, suddivisa in 4 volumi e non ribaltata, da parte di d/visual.
Nel 2011, con la chiusura della branca editoriale italiana di d/visual, i diritti passano alla Jpop, che lo ristampa, sempre non ribaltato, nel 2013.
Il 9 aprile 2016, il giornale sportivo Corriere dello Sport, in collaborazione con Jpop, vara una collana di manga allegati al quotidiano e legati ai personaggi di Go Nagai: tra questi c'è anche il Grande Mazinga di Ota  (la versione tradotta è la stessa della versione Jpop, ma cambiano il formato e la carta).

### Lungometraggi
- Il Grande Mazinga contro Getta Robot
- Il Grande Mazinga contro Getta Robot G
- UFO Robot Goldrake contro il Grande Mazinga
- Il Grande Mazinga, Getta Robot G, UFO Robot Goldrake contro il Dragosauro: è l'unico che rispetta la cronologia dei Mazinger in cui Tetsuya appare dopo la morte del Dottor Kabuto (e le sue ferite dopo la battaglia finale contro i Mikenes) fino alla pubblicazione di Dynamic Heroes.
- Mazinga Z Infinity: in questo film il ruolo è nettamente in secondo piano rispetto al protagonista Mazinga Z, appare a inizio film per difendere un centro per l'energia fotonica (situato in Texas) da un'invasione di robot di un dottor Hell redivivo, venendo catturato insieme al suo pilota e usato come chiave di attivazione del megarobot Infinity.

### OAV
- Mazinkaiser (sette episodi)
- Mazinkaiser contro il Generale Nero (rivisitazione della serie di film degli anni settanta; il ruolo del robot è peraltro limitato (come del resto in Mazinkaiser), dato che viene presto danneggiato in una battaglia nella baia di New York e costretto a lasciare il passo a Mazinkaiser.